# Phostria umbrina
Phostria umbrina là một loài bướm đêm trong họ Crambidae.